# ヴィリニュス・ジルムーナイ・ギムナジウム
座標: 北緯54度42分52秒 東経25度18分31秒 / 北緯54.71444度 東経25.30861度
ヴィリニュス・ジルムーナイ・ギムナジウム（リトアニア語: Vilniaus Žirmūnų gimnazija）は、リトアニア・ヴィリニュスにある市立学校（ギムナジウム）。初等および中等教育が行われている。学校コードは190000360。

## 歴史
1909年にユゼフ・モントヴィウ (Józef Montwiłł) によって設立された。1936年、「ヴィルノ（ヴィリニュス）第6初等学校」となる。1947年9月1日「第1プロギムナジウム」が設立され、1948年9月1日に「第7中等学校」へと再編された1949年〜50年頃、「ヴィリニュス第7中等学校」に名称変更、「第6初等学校」が合併された。
1996年2月7日、ヴィリニュス市議会が「ジルムーナイ中等学校」へと名称変更することを決めた。1999年6月11日、ギムナジウムとなる。2002年5月15日、5年生から8年生までの課程が廃止され、別に1年生から8年生向けのヴィリニュス・エミリア・プラテル・プロギムナジウムが設置された。2012年以降、特別な入学試験に合格した者のみが入学を許可されている。

## 校長
- エドムンダス・グリガリューナス (Edmundas Grigaliūnas)

## 副校長
- ダヌテ・オクニエネ (Danutė Okunienė) （化学）
- ヴィンツァス・カルチャウスカス (Vincas Karčauskas) （経済）